# 澄江两极虫
澄江两极虫（学名：Myxidium chengkiangense）为两极科两极虫属的动物。在中国，分布于云南等，营寄生生活，寄生在鱇（鱼良）白鱼的胆囊。